# Pseudocoremia usitata
Pseudocoremia usitata là một loài bướm đêm trong họ Geometridae.